# Dead Sea Works

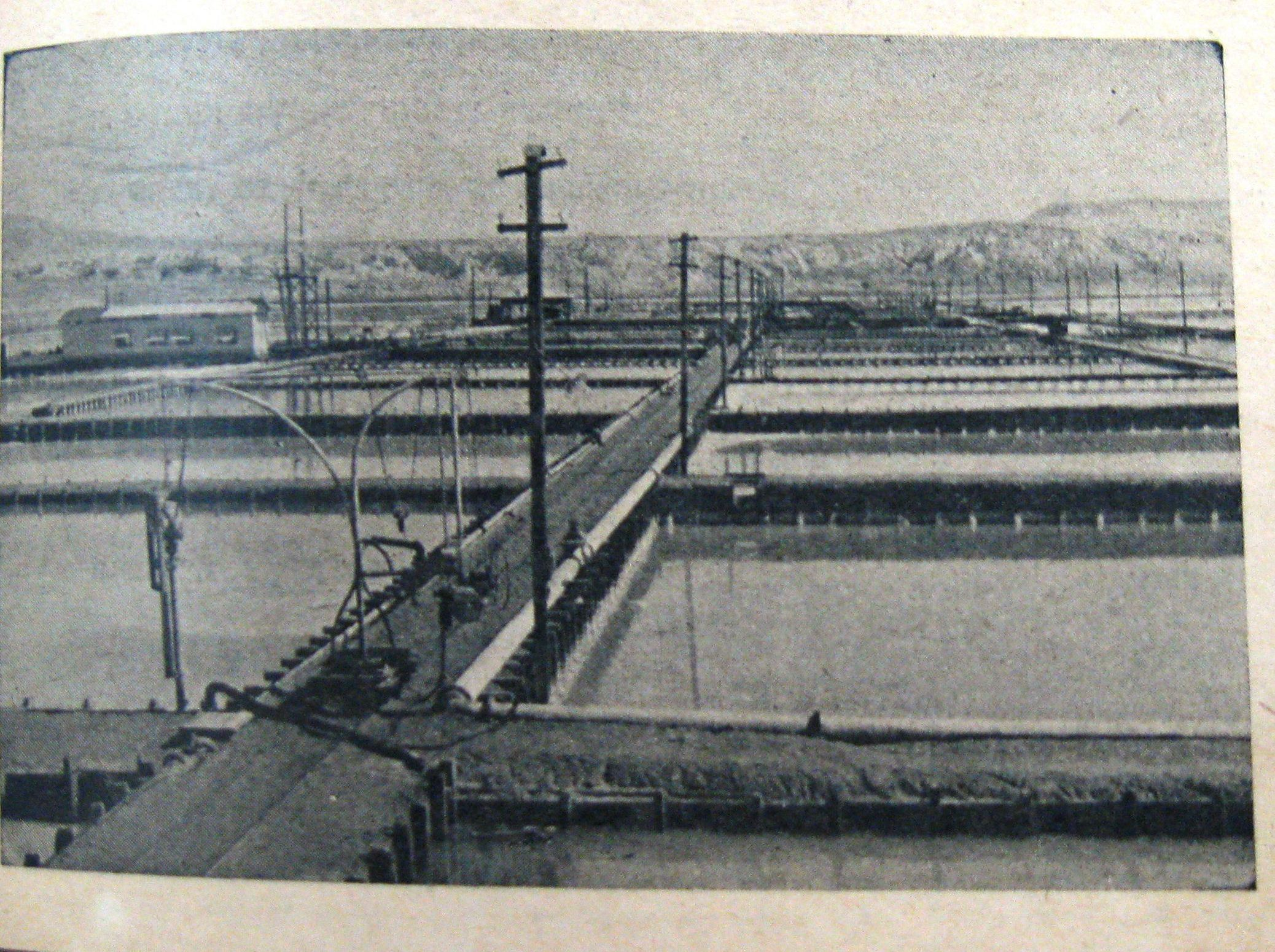
Palestine Potash Ltd., 1945

Dead Sea Works (en hébreu : מפעלי ים המלח, Mif'alei Yam HaMelakh) est une usine de potasse israélienne située à Sdom, sur le rivage de la mer Morte en Israël.

## Histoire
Le 1er janvier 1930, la « concession pour l'extraction de sels et de minéraux de la mer Morte » est accordée conjointement par les administrations britanniques de Palestine et de Transjordanie à la Palestine Potash Limited. La société avait été constituée en Angleterre en 1929 et enregistrée en tant que société étrangère en Palestine en 1930,. À partir de 1936, l'entrepriseest bénéficiaire malgré les tentatives du cartel allemand de la potasse d'étrangler l'entreprise en pratiquant une vente à perte  de la potasse.
Lors de la guerre israélo-arabe de 1948, la moitié nord des installations de production est occupée par la Légion jordanienne, et est détruite durant les combats.

## Aujourd'hui

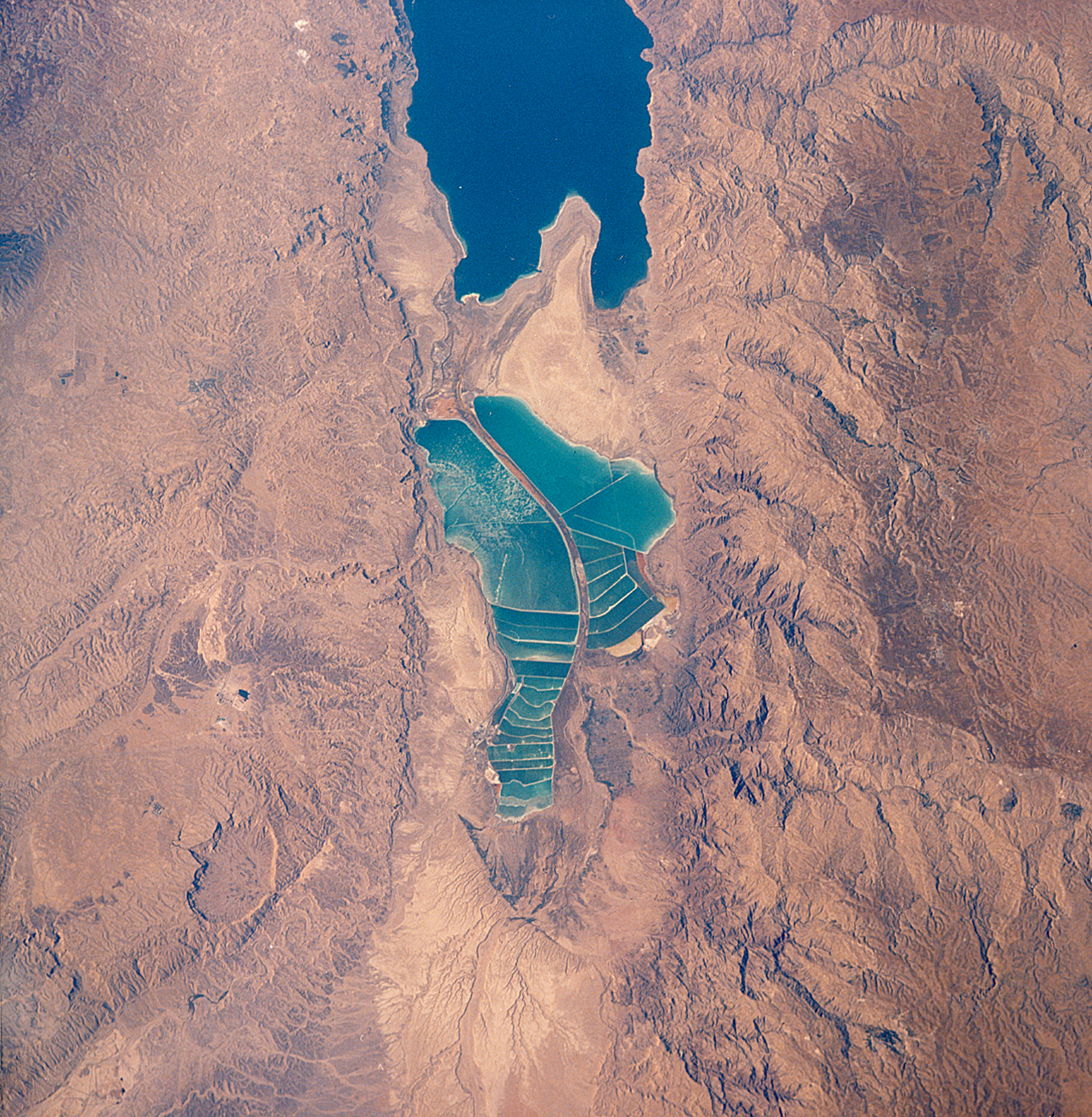
Une vue aérienne des bassins d'évaporation exploités par Dead Sea Works

Dead Sea Works est le quatrième plus grand producteur et fournisseur mondial de produits à base de potasse. L'entreprise produit également du chlorure de magnésium, des sels industriels, des dégivrants, des sels de bain, du sel de table et des matières premières pour l'industrie cosmétique. L'entreprise possède des clients dans plus de 60 pays. Dead Sea Works fait partie de la division engrais d'Israël Chemicals.

## Écologie
Dead Sea Works est accusé par les écologistes d'avoir pollué l'environnement et contribué à l'évaporation de la mer Morte.

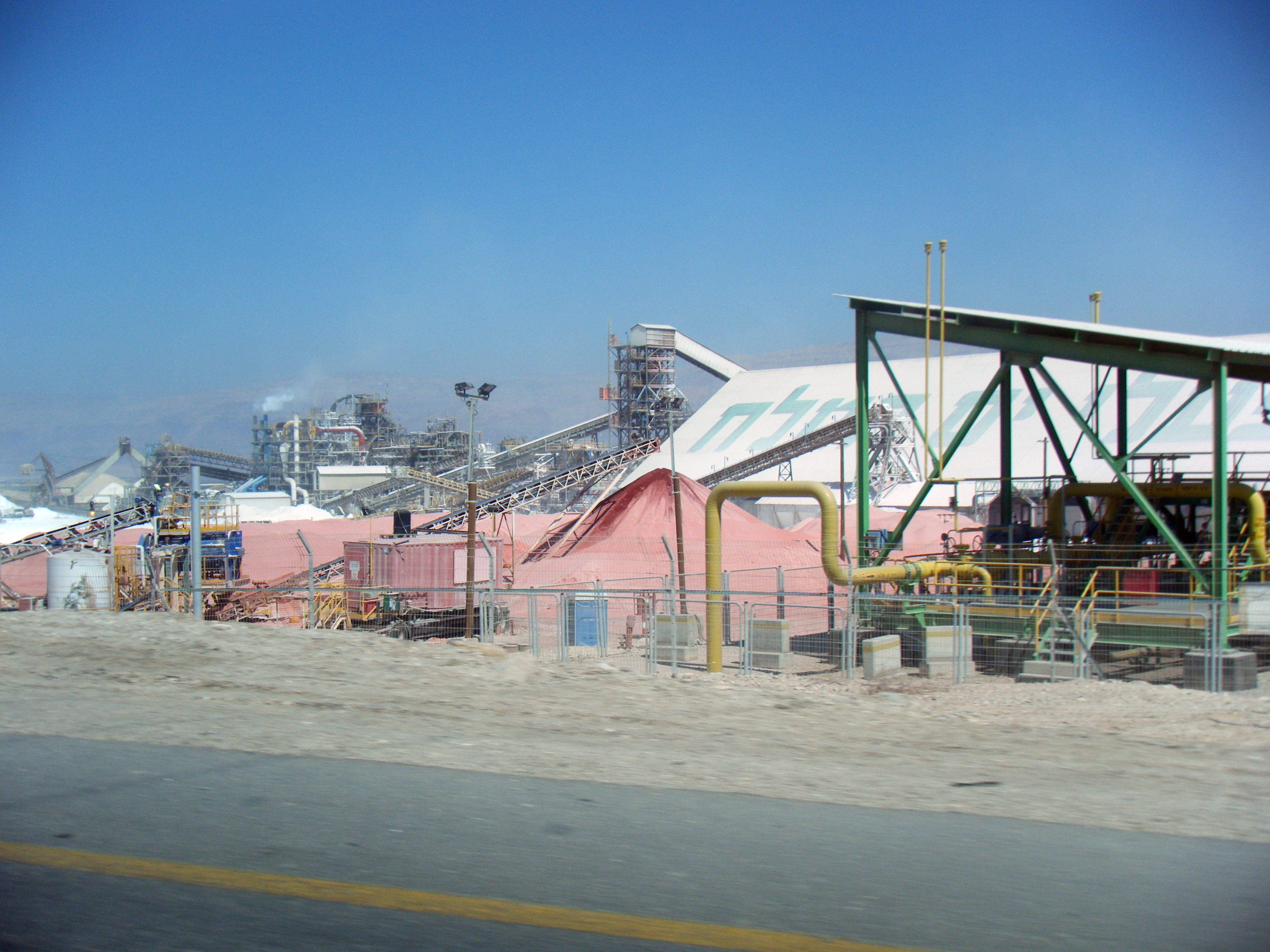
Une partie des usines de Dead Sea Works